# Johann Puch
Johann Puch (Juršinci, 27 luglio 1862 – Zagabria, 19 luglio 1914) è stato un ingegnere e imprenditore austriaco, fondatore della Puch-Werke.

## Biografia
Johann Puch, in lingua slovena Janez Puh ([jánez púh]), fu il settimo figlio di una famiglia slovena di piccoli costruttori. All'età di otto anni lasciò la casa dei genitori e a dodici iniziò come praticante in una officina di Pettau. Dopo il praticantato nel 1877 iniziò a viaggiare, e dal 1882 assolse il triennio di servizio militare, successivamente lavorò come fabbro nei magazzini materiali di Graz. Dal 1885 cambiò diversi datori di lavoro e iniziò la costruzione di biciclette. Fu lui stesso un ciclista e socio della Grazer Radfahrer-Clubs.

### Prima fondazione della società
Nel 1889 Puch si recò presso un costruttore di biciclette di Lipsia e acquistò la licenza della inglese Humber-Werke e della tedesca Winkelhofer & Jännicke. Dopo vari tentativi nel settembre 1889 aprì un sito produttivo sul terreno del vivaio dei suoceri. Presto negli anni successivi fu prodotta la prima bicicletta Puch, una bicicletta di sicurezza, sotto il marchio "Styria", dalla lingua latina per indicare il territorio austriaco Steiermark, dove Puch mise le fondamenta della società. All'epoca fece anche una scuola guida per i clienti, in particolare di sesso femminile. A metà 1890 Puch, vedendo il sito troppo piccolo per la produzione, si spostò con l'aiuto di soci finanziatori in un sito più grande. Nel 1891 venne fondata la Johann Puch & Comp. con 34 dipendenti.
Le bicicletta della Styria raggiunse il terzo posto ad opera di Franz Gerger alla gara sulla distanza Vienna-Berlino del 1893; la bicicletta Puch partecipò alla prima Parigi-Roubaix con Josef Fischer e il maestro di biciclo Bruno Büchner fu messo sotto contratto. Le biciclette Styria furono esportate in Inghilterra e Francia.
Johann Puch ebbe un problema cardiaco nel 1893 e si ritirò per un breve periodo. Seguirono ordini ingenti dalla Bielefelder Maschinenfabrik come commendataria. Nel 1895 vennero assunti 330 dipendenti e prodotte 6.000 biciclette. Si verificarono scioperi e dimostrazioni dei lavoratori con il risultato di operare un kurzarbeit e aumenti salariali.

### Fondazione della Puch-Werke
Nel 1897 Puch si ritirò dalla società Johann Puch & Comp., Styria Fahrradwerke, con la condizione di non aprire nessun'altra attività in concorrenza per due anni; questo accordo restrittivo portò Puch a fondare una nuova società a nome di un suo dipendente. Nel 1899 sorse la Johann Puch – Erste steiermärkische Fahrrad-Fabriks-Actien Gesellschaft in Graz registrata alla camera di commercio, che produsse biciclette e motociclette oltre che automobili. Durante la prima guerra mondiale fornì l'Imperial regio Esercito.
Nel 1912 si ritirò dalla guida della società per problemi cardiovascolari e a vita privata occupandosi di corse di cavalli. Durante la primavera del 1914 ritornò nel consiglio della società. Durante una corsa di cavalli a Zagabria, all'epoca Agram, morì per un ictus.
Puch è sepolto presso il Zentralfriedhof Graz (Campo 13b II 5).

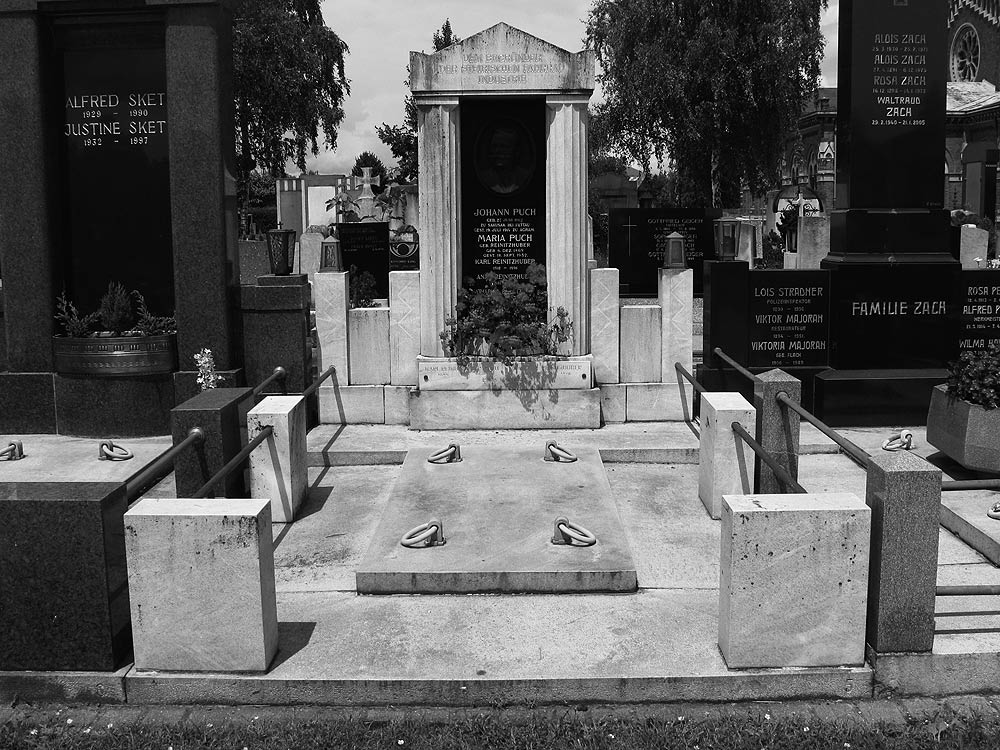
La tomba di Johann Puch/Janez Puh a Graz

## Onorificenze
- Il Maestro di cappella di Graz Eduard Wagnes gli dedicò  una marcia, la Puch-Marsch.[3]
- A Bad Radkersburg c'è la Puchhaus, dove Johann Puch ebbe una parte della propria educazione.
- La Magna Holding AG, di cui fa parte la Puch-Werke, in memoria di Johann Puch consegna dei premi legati al Diploma di lavoro.[4]
- Nella città slovena di Ptuj esiste il ponte Johann Puch (Janez Puh). (Foto[5] Strukturdaten[6])
- Dopo la presenza di Johann Puch a Graz, nel quartiere Gries, la Puchstraße è intitolata dove la Puch-Werk (Einserwerk), oggi presso il parco e la via verso Puntigamer Straße.
- Nel 1972 viene intitolata a Donaustadt (22. Bezirk) la strada Puchgasse.
- Nel 2012 le Poste austriache emettono un francobollo a memoria di Puch.

## Galleria d'immagini

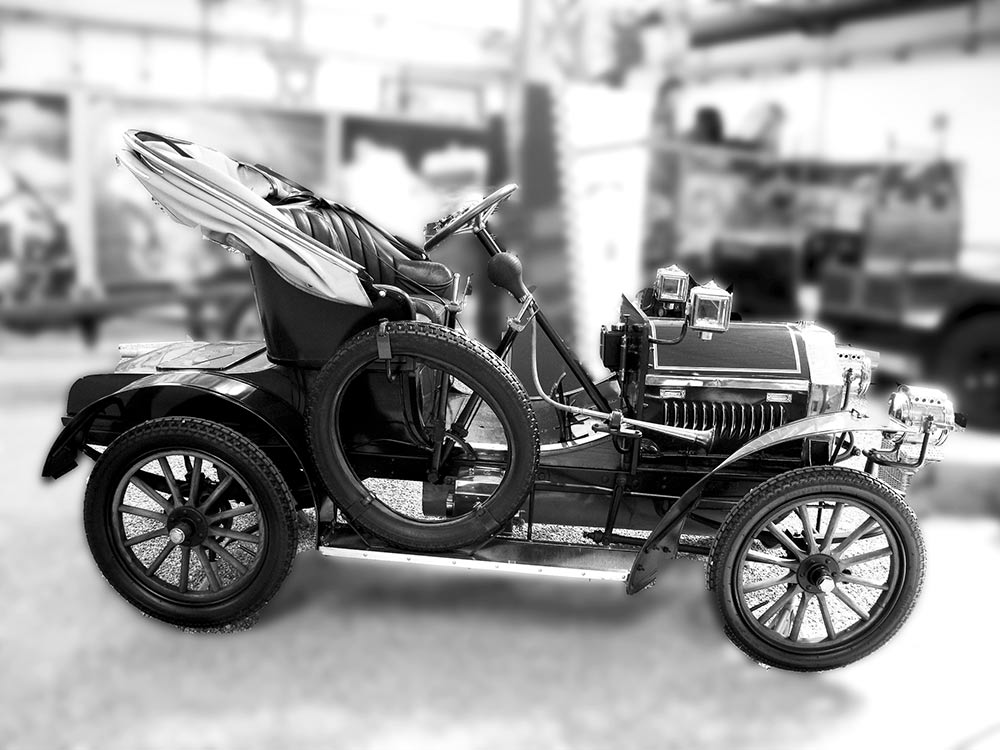
Un'automobile di Puch del 1906
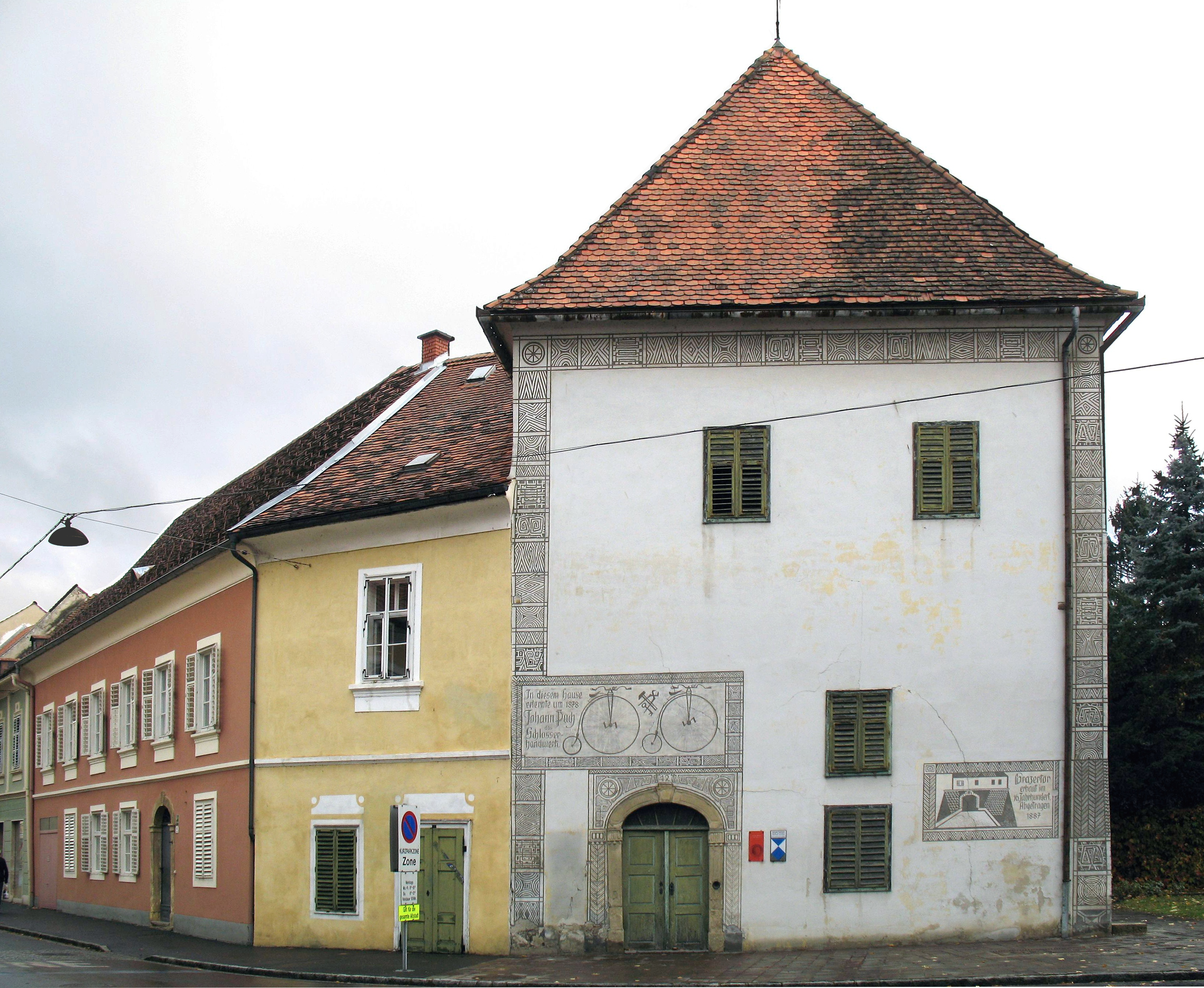
Casa di Puch a Bad Radkersburg con uno sgraffito, Puch lavorò in un'azienda vicina di proprietà di Anton Gerschack
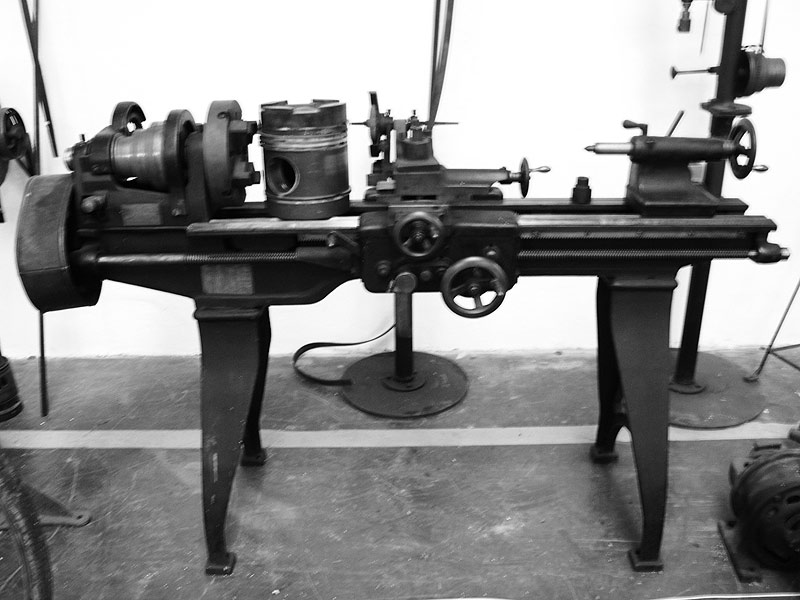
A questo banco di lavoro, un tornio trovato a Reinerhof, Puch iniziò a lavorare